# Runa Vallis
La Runa Vallis è una struttura geologica della superficie di Marte.